# Christoph Lechner (Snowboarder)
Christoph Lechner (* 8. Dezember 2000 in Bayern) ist ein deutscher Snowboarder.

## Biographie
Lechner wurde in Bayern geboren, zog jedoch bereits als Kind nach Saalbach-Hinterglemm. Sein Bruder Florian Lechner ist ebenfalls Snowboarder, startet allerdings für den ÖSV.
Christoph Lechner feierte sein internationales Debüt am 14. März 2015 bei den österreichischen Meisterschaften in Kühtai. Sein erstes internationales Großereignis bestritt er fast genau ein Jahr später bei den Olympischen Jugend-Winterspielen in Lillehammer, wobei er mit Rang 13 im Slopestyle seine beste Platzierung erreichte.
Am 16. Dezember 2016 gab er beim Weltcup in Copper Mountain, Colorado sein Weltcupdebüt, wobei er Rang 39 belegte. In den darauffolgenden Jahren feierte Lechner seine größten Erfolge im Europacup. In den Jahren 2017/18 und 2019/20 konnte er jeweils die Halfpipe-Wertung für sich entscheiden. Seinen ersten Sieg im Europacup feierte er am 17. März 2019 in Kühtai. Kurz zuvor hatte Lechner in Park City, Utah an seinen ersten Weltmeisterschaften teilgenommen und den 15. Platz in der Halfpipe belegt.
Am 16. Dezember 2022 gelang Lechner seine erste Top 10 Platzierung im Weltcup, in Copper Mountain, Colorado erreichte er den 10. Rang.
Bei den Weltmeisterschaften 2025 im Engadin verpasste Lechner als Vierter in der Halfpipe eine Medaille. Sein Rückstand auf den drittplatzierten Japaner Yūto Totsuka betrug 10,5 Punkte.

## Erfolge

### Weltmeisterschaften
- Park City 2019: 15. Halfpipe
- Aspen 2021: 26. Halfpipe
- Bakuriani 2023: 14. Halfpipe
- Engadin 2025: 4. Halfpipe

### Weltcup
- 2 Platzierungen unter den besten 10

### Juniorenweltmeisterschaften
- Laax 2017: 7. Halfpipe
- Cardrona 2018: 12. Halfpipe

### Europacup
- Saison 2017/18: 1. Halfpipe-Wertung
- Saison 2019/20: 1. Halfpipe-Wertung
- Saison 2024/25: 2. Halfpipe-Wertung
- 10 Podestplätze, davon 4 Siege

| Datum           | Ort           | Land       | Disziplin |
| --------------- | ------------- | ---------- | --------- |
| 17. März 2019   | Kühtai        | Österreich | Halfpipe  |
| 26. Januar 2020 | Crans-Montana | Schweiz    | Halfpipe  |
| 20. April 2022  | Kitzsteinhorn | Österreich | Halfpipe  |
| 19. April 2023  | Kitzsteinhorn | Österreich | Halfpipe  |

### Australian New Zealand Cup
- Eine Platzierung unter den besten 15

### Olympische Jugend-Winterspiele
- Lillehammer 2016: 13. Slopestyle, 16. Halfpipe